# Colias christina
Colias christina là một loài bướm thuộc họ Noctuidae. Nó sinh sống ở Yukon và Northwest Territories qua phía nam đến British Columbia, Alberta, và Saskatchewan to Wyoming, Montana, và Utah. Con trưởng thành có sải cánh 35–52 mm. Con trưởng thành bay vào tháng đến tháng 5-9 trong năm. Ấu trùng ăn các loài thực vật Trifolium và Hedysarum spp.